# Hubertus Spiekermann
Hubertus Spiekermann (* 19. Februar 1942 in Menden; † 30. September 2009 in Haan) war ein deutscher Arzt, Zahnarzt und Hochschullehrer, der die zahnärztliche Implantologie wissenschaftlich mitbegründet hat.

## Leben
Hubertus Spiekermann lebte privat auf einem ländlichen Besitz in Haan, wo er die Zucht von Bienen, Enten, Gänsen, Hühnern, Schafen und Spezialrindern betrieb.

## Berufliche Laufbahn
Spiekermann studierte zunächst Geodäsie in Bonn und anschließend von 1962 bis 1970 Medizin und Zahnmedizin an den Universitäten Münster, Wien und Düsseldorf. In Düsseldorf legte er beide Staatsexamina ab, erhielt beide Approbationen und promovierte in beiden Fachgebieten.
Nach seinem Studium wurde er von 1970 bis 1977 als wissenschaftlicher Assistent und danach bis 1979 leitender Oberarzt der Abteilung für Prothetik und Defektprothetik (Direktor Hermann Böttger) an der Westdeutschen Kieferklinik Düsseldorf übernommen. In den 1970er Jahren war er zusätzlich Gastassistent an der Dental School, Gy’s Hospital, London (Direktor Jones) und Gastassistent an der Prothetischen Abteilung der Universität Zürich (Leitung  Gerber).
Nach seiner Habilitation im Jahr 1978 für das Fach Zahn-, Mund- und Kieferheilkunde mit dem Thema „Enossale Implantate in der Zahnheilkunde – Klinische Erfahrungen und tierexperimentelle Untersuchungen.“ erhielt Spiekermann 1979 einen Ruf auf den Lehrstuhl für Zahnärztliche Prothetik und Werkstoffkunde an der Ruhr-Universität Bochum. Ein Jahr später folgte er dem Ruf auf den Lehrstuhl für Zahnärztliche Prothetik und Werkstoffkunde an dem Universitätsklinikum Aachen der RWTH Aachen, wo er bis zu seiner Pensionierung im Jahr 2007 arbeitete und lehrte.
In den 80er Jahren war Spiekermann Gastprofessor an der Harvard Dental School, Boston, USA und in den 90er Jahren Gastprofessor an der University of California, Los Angeles, USA (UCLA).
Spiekermann war 1. Vorsitzender der Arbeitsgemeinschaft (AG) Implantologie in der Deutschen Gesellschaft für Zahn-, Mund- und Kieferheilkunde (DGZMK) bis zur Zusammenführung der AG Implantologie in der DGZMK und der Gesellschaft für Orale Implantologie zur Deutschen Gesellschaft für Implantologie (DGI). Danach war er von 1996 bis 1998 Präsident der DGI. Darüber hinaus war er um 1998 Präsident der European Academy of Osseointegration (EAO) und von 2000 bis 2002 der 1. Vorsitzende der Deutschen Gesellschaft für Zahnärztliche Prothetik und Werkstoffkunde (DGZPW, heute DG-Pro). Außerdem war er Gutachter und Obergutachter der Deutschen Forschungsgemeinschaft (DFG).
Von 1981 bis 1989 hatte Spiekermann die deutsche Redaktionsleitung des „International Journal of Periodontics and Restorative Dentistry“. Seit 1985 bis mindestens 2002 war Hubertus Spiekermann Mitherausgeber der „Zeitschrift für Zahnärztliche Implantologie“.

## Ehrenmitgliedschaften und Ehrungen
- 1996 Helenic Association for Osseointegrated Dental and Maxillofacial Implants
- 1999 Österreichische Gesellschaft für Zahn-, Mund- und Kieferheilkunde
- 2001 Deutsche Gesellschaft für Implantologie
- 2001 Ehrenprofessur der Universität Peking, China
- 2002 Ehrenpromotion der Universität Tübingen

## Eigene Schriften
- Das Krankheitsbild der Elephantiasis an unteren Extremitäten unter besonderer Berücksichtigung der Operationsmethoden. Düsseldorf, Univ. Diss., 1970.
- Die Rehabilitation des Restgebisses mit Hilfe von Modellgußprothesen. Düsseldorf, Univ. Diss., 1973.
- Enossale Implantate in der prothetischen Zahnheilkunde. Düsseldorf, Univ. Habil.-Schr., 1978.
- Die Modellguss-Prothese. zusammen mit Horst Gründler, Berlin, Quintessenz 1983.
- Implantologie. Stuttgart, Thieme Farbatlanten der Zahnmedizin Bd. 10, 1994.